# 부다성 터널

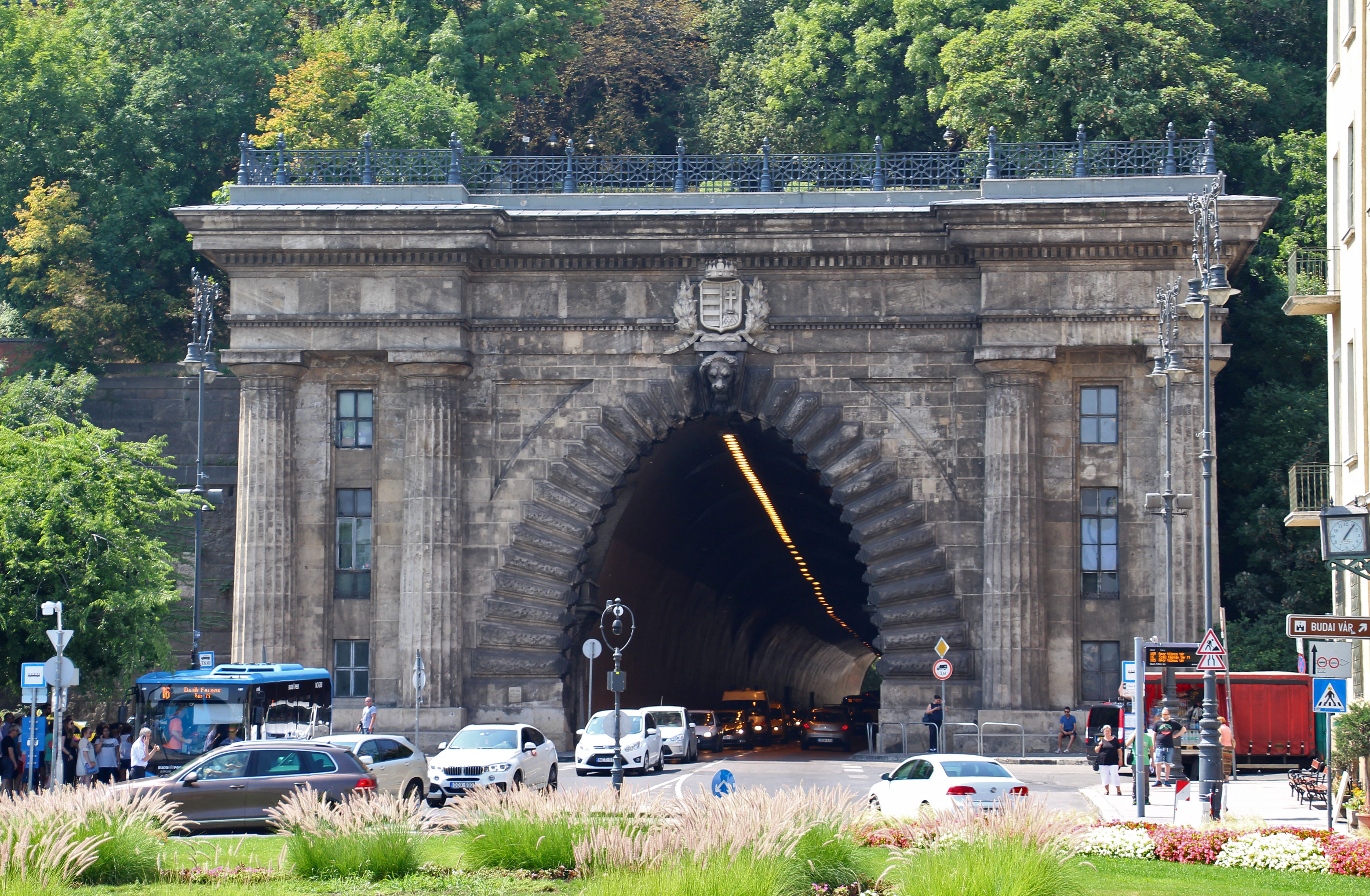
부다성 터널

부다성 터널(헝가리어: Budai Váralagút)은 헝가리 부다페스트 1구에 있는 350m 길이의 터널이다. 세체니 다리 (클라크 아담 광장)의 부더 끝과 크리스티나바로시를 연결한다.

## 역사
1837년에 다니엘 노박은 성 언덕을 통과하는 터널을 뚫는 계획을 세웠는데, 그는 이 터널을 이용해 다뉴브강 아래로 건너가고 싶어했다.  이 계획은 별로 지지를 얻지 못했고, 1년 후에 그는 산을 통과하는 터널만 뚫는 계획을 세웠다. 1845년, 세체니 다리를 건설하는 동안 세체니 이슈트반은 성 언덕 때문에 부다페스트 교두보로의 교통 연결을 하는 것이 어려울 것이라는 것을 깨달았다. 그는 그해 12월 1일에 터널 건설을 담당하는 주식회사를 설립했다. 1852년, 세체니 다리의 전 건설 관리자였던 애덤 클라크가 설계도를 그리기 시작했습니다.
1853년 2월 10일, 터널의 건설이 양쪽에서 시작되었다. 7개월 반 동안 200~300명의 작업자들이 두 개의 굴착공이 10월 25일 중앙에서 만날 때까지 단단한 바위를 뚫고 폭파했다. 그 후 3년 동안 터널은 넓어졌고 1856년 보행자에게 개방되었다. 1857년 3월부터는 마차도 터널을 통과할 수 있게 되었다. 1918년 과꽃 혁명 이전까지는 통행료를 부과했다. 개통 이래 나무로 되어 있던 도로는 1919년 이후 포장도로로 교체되었다.
1944년 부다페스트 전투 당시, SS는 성 터널에도 참호를 파고 있었는데, 이 터널은 이후 심하게 파손되었다. 1949년에는 터널이 수리되었고, 북쪽 보행자 도로가 제거되면서 도로 폭이 6m에서 6.9m로 넓어졌다. 1973년 부다페스트는 100주년을 맞아 터널 벽을 9cm 너비의 철근 콘크리트 벽으로 보강하고 환기 시스템도 새로 설치했다.